# Köpetdag Aszchabad
Köpetdag Aszchabad (turkm. «Köpetdag» futbol kluby, Aşgabat) – turkmeński klub piłkarski, mający siedzibę w stolicy kraju, Aszchabadzie.
W latach 1992–2008 i od 2016 występuje w Ýokary Liga.

## Historia
Chronologia nazw:
- 1936: Lokomotiw Aszchabad (ros. «Локомотив» Ашхабад)
- 1950: Spartak Aszchabad (ros. «Спартак» Ашхабад)
- 1956: Kolhozçi Aszchabad (ros. «Колхозчи» Ашхабад)
- 1960: Köpetdag Aszchabad (ros. «Копетдаг» Ашхабад)
- 1962: Stroitel Aszchabad (ros. «Строитель» Ашхабад)
- 1976: Kolhozçi Aszchabad (ros. «Колхозчи» Ашхабад)
- 1988: Köpetdag Aszchabad (ros. «Копетдаг» Ашхабад)
- 2008—2015: nie istniał
- 2015: Köpetdag Aszchabad (ros. «Копетдаг» Ашхабад)

Piłkarski klub Lokomotiw Aszchabad został założony w miejscowości Aszchabad w 1936. W 1936 zespół osiągnął swój pierwszy sukces zdobywając Puchar Turkmeńskiej SRR. W 1938 startował w rozgrywkach Pucharu ZSRR.
W 1946 zespół debiutował w Trzeciej Grupie, strefie środkowoazjatyckiej Mistrzostw ZSRR, w której zajął 3 miejsce i awansował do Klasy B, strefy 2. W latach 50. często zmieniał nazwy, nazywał się Spartak Aszchabad, Kolhozçi Aszchabad, Köpetdag Aszchabad, a od 1962 Stroitel Aszchabad. W 1963 po kolejnej reorganizacji systemu lig ZSRR spadł do Klasy B, strefy 2, w której zajął 2 miejsce i powrócił do Drugiej Grupy A. W 1970 po kolejnej reorganizacji systemu lig ZSRR pozostał w Pierwszej Lidze, w której występował do 1979, z wyjątkiem 1975, kiedy to na rok spadł do Drugiej Ligi, strefy 1. W 1976 powrócił do nazwy Kolhozçi Aszchabad, a w 1988 do nazwy Köpetdag Aszchabad. W latach 1980–1991 występował w Drugiej Lidze.
W 1992 klub debiutował w Ýokary Liga Mistrzostw Turkmenistanu. W 2001 rozpoczęto prześladowanie polityczne kierownictwa klubu.
Na początku 2008 z powodów finansowych klub został rozformowany.
W 2015 klub z inicjatywy Ministerstwa Spraw Wewnętrznych został reaktywowany. W sezonie 2015 zwyciężył w Pierwszej Lidze i powrócił do Wyższej Ligi.

## Sukcesy

### Trofea międzynarodowe
| \| \| Zdobyte trofea w rozgrywkach międzynarodowych (stan na: 31-12-2015) \| |                                                                     |      |               |
| Rozgrywki                                                                    | Osiągnięcie                                                         | Razy | Sezon(y)      |
| · Liga Mistrzów AFC                                                          | zdobywca                                                            | 0    |               |
| · Liga Mistrzów AFC                                                          | finalista                                                           | 0    |               |
| · Liga Mistrzów AFC                                                          | ćwierćfinalista                                                     | 2    | 1995, 1998/99 |
| Puchar AFC                                                                   | zdobywca                                                            | 0    |               |
| Puchar AFC                                                                   | finalista                                                           | 0    |               |
| Azjatycki Puchar Zdobywców                                                   | zdobywca                                                            | 0    |               |
| Azjatycki Puchar Zdobywców                                                   | finalista                                                           | 0    |               |
| Azjatycki Puchar Zdobywców                                                   | półfinalista                                                        | 1    | 1997/98       |
| Puchar Prezydenta AFC                                                        | zdobywca                                                            | 0    |               |
| Puchar Prezydenta AFC                                                        | finalista                                                           | 0    |               |
| FIFA                                                                         | Zdobyte trofea w rozgrywkach międzynarodowych (stan na: 31-12-2015) |      |               |

### Trofea krajowe
Turkmenistan
| \| \| Zdobyte trofea w rozgrywkach Turkmenistanu (stan na: 31-12-2015) \| |                                                                  |             |                                             |
| Rozgrywki                                                                 | Osiągnięcie                                                      | Razy        | Sezon(y)                                    |
| Mistrzostwo                                                               | I miejsce                                                        | 6* (rekord) | 1992, 1993, 1994, 1995, 1997/98, 2000       |
| Mistrzostwo                                                               | II miejsce                                                       | 3           | 1996, 1998/99, 2001                         |
| Mistrzostwo                                                               | III miejsce                                                      | 0           |                                             |
| Puchar                                                                    | zdobywca                                                         | 7* (rekord) | 1993, 1994, 1997, 1998/99, 2000, 2001, 2018 |
| Puchar                                                                    | finalista                                                        | 3           | 1995, 2005, 2006                            |
| II liga                                                                   | I miejsce                                                        | 1           | 2015                                        |
| II liga                                                                   | II miejsce                                                       | 0           |                                             |
| II liga                                                                   | III miejsce                                                      | 0           |                                             |
| Turkmenistan                                                              | Zdobyte trofea w rozgrywkach Turkmenistanu (stan na: 31-12-2015) |             |                                             |

ZSRR
| \| \| Zdobyte trofea w rozgrywkach Związku Radzieckiego (stan na: 31-12-1991) \| |                                                                         |      |                                 |
| Rozgrywki                                                                        | Osiągnięcie                                                             | Razy | Sezon(y)                        |
| Mistrzostwo                                                                      | I miejsce                                                               | 0    |                                 |
| Mistrzostwo                                                                      | II miejsce                                                              | 0    |                                 |
| Mistrzostwo                                                                      | III miejsce                                                             | 0    |                                 |
| Puchar                                                                           | zdobywca                                                                | 0    |                                 |
| Puchar                                                                           | finalista                                                               | 0    |                                 |
| Puchar                                                                           | 1/8 finału                                                              | 1    | 1939                            |
| II liga                                                                          | I miejsce                                                               | 0    |                                 |
| II liga                                                                          | II miejsce                                                              | 1    | 1963 (strefa 2 rep.radzieckich) |
| II liga                                                                          | III miejsce                                                             | 1    | 1948 (strefa środkowoazjatycka) |
|                                                                                  | Zdobyte trofea w rozgrywkach Związku Radzieckiego (stan na: 31-12-1991) |      |                                 |

- Wtoraja Liga ZSRR (D3):
  - wicemistrz: 1975, 1991
- Mistrzostwo Turkmeńskiej SRR:
  - mistrz (2x): 1938(w), 1950
- Puchar Turkmeńskiej SRR:
  - zdobywca (3x): 1936, 1938, 1944

### Inne trofea
- Puchar Wspólnoty w piłce nożnej:
  - półfinalista: 1994, 1997, 1998, 2001

## Stadion
Klub rozgrywa swoje mecze domowe na stadionie Köpetdag w Aszchabadzie, który może pomieścić 26 000 widzów.

## Piłkarze
| Nr | Poz. | Piłkarz                 |
| -- | ---- | ----------------------- |
| 3  | OB   | Serdarmyrat Baýramow    |
| 5  | OB   | Gylyçmyrat Gylyçmyradow |
| 8  | PO   | Yazgylyç Gurbanow       |
| 9  | PO   | Mülkamam Annagulyýew    |
| 10 | PO   | Öwezbaý Muhammetmyradow |
| 11 | NA   | Merdan Gurbangulyýew    |
| 13 | PO   | Röwşen Halmammedow      |
| 15 | OB   | Mowlamberdi Goşşanow    |
| 17 | NA   | Kerim Hojaberdiýew      |

| Nr | Poz. | Piłkarz                |
| -- | ---- | ---------------------- |
| 18 | OB   | Berdi Hotdyýew         |
| 19 | PO   | Baýramhan Kadyrow      |
| 20 | PO   | Çarymyrat Öwezgeldiýew |
| 23 | PO   | Didar Kowusow          |
| 25 | BR   | Ýeňiş Aşyrow           |
| 27 | OB   | Elýas Berenow          |
| 28 | PO   | Elýas Akyýew           |
| 29 | OB   | Şiroziddin Jumaniýazow |
| 35 | BR   | Nursähet Täşliýew      |

## Trenerzy
- 1950–1953:  Lew Olszanski
- 1950–1951:  Aleksiej Sokołow

...
- 1957:  Stiepan Arutiunow

...
- 1964:  Władimir Alakrinski
- 1965–1966:  Władimir Jeriemiejew
- 1967–1968:  Sergey Budagov
- 1969:  Sierafim Chołodkow
- 1970:  Ovez Koçumow
- 1970:  Siergiej Korszunow
- 1971–1972:  Sergey Budagov
- 1973–1974:  Władimir Jułygin
- 1975–1978:  Wiktor Kuznetsow
- 1979:  Anatolij Połosin
- 1979:  Walerij Niepomniaszczij

...
- 1982–1983:  Walerij Niepomniaszczij
- 1984:  Eduard Daniłow
- 1985:  Arsienij Najdionow
- 1986:  Władimir Jułygin
- 1987:  Wiktor Kuznetsow
- 1988:  Wladislaw Kazakow
- 1989:  Viktor Orlov
- 1990–1996: / Baýram Durdyýew
- 1997–1998:  Boris Ławrow
- 1998:  Täçmyrat Agamyradow
- 1998:  Wiktor Pożeczewski
- 1999:  Rawil Menzeleýew & Sergeý Kazankow
- 2000–2001:  Täçmyrat Agamyradow
- 2002:  Baýram Durdyýew
- 2003–2007:  Berdymyrat Nurmyradow
- 2008–2014: klub nie istniał
- 2015–...:  Said Seýidow